# 룩아웃 산맥

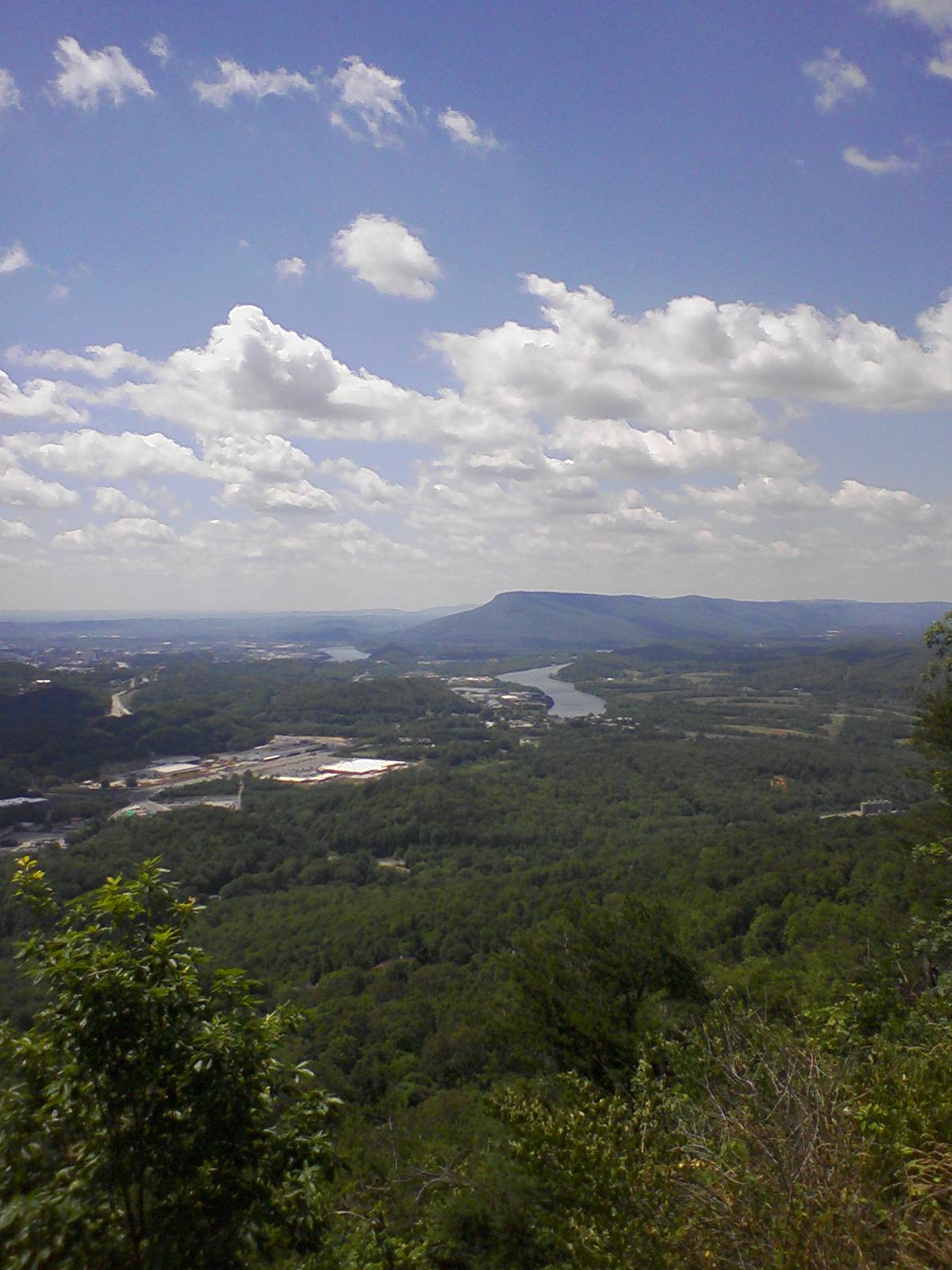
룩아웃 산맥

룩아웃 산맥(Lookout Mountain)은 미국 조지아주, 테네시주, 앨라배마주의 걸친 산맥이다. 테네스 주의 채터누가 부근은 남북 전쟁의 한 싸움터이기도 하였다.